# Pinky (revista)
Pinky fue una revista de modas japonesa publicada por Shūeisha. Lanzada en 2004 como una revista hermana de Seventeen, Pinky estaba dirigida a adolescentes y mujeres jóvenes de aproximadamente 20 o 30 años. La sede de la revista estaba en Tokio. La banda de indy rock 0.8Syooogeki firmó un contrato con la revista en 2008. Pinky terminó oficialmente la publicación el 22 de diciembre de 2009.

## Modelos exclusivas especiales
- Emi Suzuki
- Nozomi Sasaki[2]

## Modelos exclusivas
Aimi
Mai Gotō
Nami Inoue
Kelly
Coco Kinoshita
Yukina Kinoshita
Hitomi Nakahodo
Risa Nakama
Sayaka Ogata
Sachi
Hitomi Sakata
Mai Suzuri
Izumi Tokuda
Yumi Yamaoka
Mari Yaguchi